# Гидроортофосфат олова(IV)
Гидроортофосфа́т о́лова(IV) — неорганическое соединение,
кислая соль олова и ортофосфорной кислоты
с формулой Sn(HPO4)2,
бесцветные кристаллы,
не растворяется в воде,
образует кристаллогидрат.

## Физические свойства
Гидроортофосфат олова(IV) образует бесцветные кристаллы моноклинной сингонии, пространственная группа P 21/c, параметры ячейки a = 0,8612 нм, b = 0,4964 нм, c = 1,5860 нм, β = 98,87°, Z = 4.
Не растворяется в воде.
Образует кристаллогидраты состава Sn(HPO4)2·nH2O, где n = 1 и 2.